# イブン・クタイバ
イブン・クタイバ（Ibn Qutayba, 828年頃生 - 888年?没）は、ムスリムの学者（#生涯）。クルアーン解釈やハディース学など宗教に関する著作から、歴史、自然科学などありとあらゆる分野に関する多数の著作がある（#著作）。いわゆる「アダブ」に関する著作もある。

## 情報源
一般的に、イスラーム文明は人名辞典（biographical dictionary）の執筆が盛んになされた文明である。イブン・クタイバの伝記は主要な人名辞典に載っているが、内容には大差がない。生前の人物像を伝えるエピソードもほぼない。その理由は、イブン・クタイバは人名辞典の作成がまだルーチン化される前の時代に生きた人であるからであろう。預言者伝承の正確な継承が追い求められるようになり、伝承者の評価を決定するために人名辞典の執筆が盛んになるのは10世紀以後である。
近代以後の研究では、Lecomte, Gérard. Ibn Qutayba (m. en 889), l'homme, son œuvre, ses idées, Institut français de Damas, 1965, xlvi-528. が定評のある充実した研究である。以下の記載はおもに Lecomte (1965) の内容に基づく。

## 生涯
「イブン・クタイバ」は通称である。より詳しい名前は、アブー・ムハンマド・アブドゥッラー・イブン・ムスリム・ディーナワリーという。「ディーナヴァルの人」という意味の「ディーナワリー」のニスバは、著書に自分が記している名前である。これはおそらくは、この地で長らくカーディー（裁判官）を務めていたことに由来する。バグダード生まれとされることもあるがおそらくはクーファ生まれで、ディーナヴァルで一時期暮らしたほかは、生涯のほとんどをバグダードで過ごした。なにがしかのマズハブ（法学派）に所属していたことを示す証拠はない。しかし Rosenthal (1997) によれば、著書の内容からマーリキー派に近い考えを持っていたことがうかがわれる。息子のアフマドはマーリキー派の法学者。亡くなる直前までエジプトでカーディーの任にあり、父の著作の普及に努めた。
7世紀から9世紀の同時代までのムスリムの言論文化的状況に対するイブン・クタイバの意見は、彼の著作を使用してある程度、再構築が可能である。イブン・クタイバは、彼より一世代だけ上の世代に属するイブン・ハンバルの正統観に完全に同意していたようである。また、当時言論界で優勢であった演繹的な法学論や思弁主義神学（ムウタズィラ派）に反対の立場であったことも明らかである。とはいえ、彼より後の時代に学派的まとまりを得るに至るグループについて使用する用語（例えば「ハディースの徒」や「伝統主義派神学」「ザーヒル派」）をイブン・クタイバに当てはめるのは不適当である、と Rosenthal (1997) は述べる。
イブン・クタイバの生年はヒジュラ暦213年（西暦828年又は829年）。没年はヒジュラ暦270年のズルカアダ月（西暦884年の5月）と言われているが確かではない。ヒジュラ暦274年のズルカアダ月（西暦888年の3月）、296年のラジャブ月（西暦909年の4月）という説もある。亡くなったときの状況だけ、比較的詳細に伝わっている。突然死だった。彼は突然、遠くの者にも聞こえるくらいの大きな声で叫んで昏倒し、そのまま亡くなった。また別の一説では、粥を食べて炎症を起こし、大声で叫んで昏倒し、正午までその状態だったがその後持ち直し、翌朝の礼拝（サラート）を済ませた後亡くなった。

## 著作
複数の歴史的な人名辞典がイブン・クタイバのことを「（数多くのよく知られた）本の著者」 ṣāḥib al-taṣānīf という言い回しで賛辞を送っている。9世紀のバグダードには、文法学に関するクーファ学派とバスラ学派の双方の学問的成果を受け継いだフィロロジストが何人か現れた。イブン・クタイバはこのような一群の学者たちを代表する存在である。彼らが著したアダブ文学は、拡大し精緻化した行政組織を担う書記や官僚たちに読まれることを意識しており、とくにイブン・クタイバが著した Kitāb adab al-kātib （書記の教養の書）は代表的な作品である。
アダブ文学の担い手としてはほかにジャーヒズが有名である。彼らは18世紀フランスの百科全書派によく似ているとされ、広範な分野に及ぶ詳細な知識を誇る、百科学的傾向を持った。イブン・クタイバはジャーヒズよりもその傾向が強い。Kitāb al-Ma’ārif はイスラーム以前からの歴史に関する小冊子、Kitab ‘Uyūn al-Akhbār は大部の百科全書である。

## 註釈
1. ↑  「アダブ」については「アラビア語文学」の項参照。

## 典拠
1. 1 2 3 4 5 6 7 8 9 10 11 12 13 14 15 16 17 18  Rosenthal, Franz (15 December 1997). “EBN QOTAYBA, ABŪ MOḤAMMAD ʿABD-ALLĀH ”. Encyclopaedia Iranica. Vol. 3. pp. 45–47.
2. ↑  Cahen, Claude. Revue Historique, vol. 237, no. 1, 1967, pp. 200–02. JSTOR, https://www.jstor.org/stable/40950922. Accessed 7 Aug. 2024.
3. 1 2 3 4 5 6  Ibn-Ḫallikān, Ibn Khallikan's Biographical Dictionary. volume 1, page 22-23. trans. Mac Guckin De Slane, Oriental Translation Fund of Great Britain and Ireland, 1843
4. 1 2   この記事にはアメリカ合衆国内で著作権が消滅した次の百科事典本文を含む: Chisholm, Hugh, ed. (1911). “Ibn Qutaiba”. Encyclopædia Britannica (英語) (11th ed.). Cambridge University Press.
5. 1 2 3 4 5  矢島祐利『アラビア科学史序説』（岩波書店、1977年）pp. 291-293.
6. 1 2  “Abd Allah Abu Muhammad Abd Allah ibn Muslim al-Dinwari Ibn Qutaybah”. The Oxford Dictionary of Islam. Oxford Reference. 2013.